# Wilhelm Pfitzinger
Friedrich Wilhelm August Pfitzinger (* 12. März 1864 in Schöningen, Herzogtum Braunschweig; † 21. März 1939 in Berlin-Lichterfelde) war ein deutscher Chemiker. Er entdeckte 1886 die nach ihm benannte Pfitzinger-Reaktion.

## Leben
Der evangelisch-lutherische Pfitzinger besuchte Bürgerschulen zu Sudenburg bei Magdeburg und Schönebeck an der Elbe. Anschließend war er Schüler der Gymnasien in Charlottenburg, Dresden (Kreuzschule) sowie Elberfeld (heutiges Wilhelm-Dörpfeld-Gymnasium), welches er Ostern 1882 mit dem Reifezeugnis verließ.
Dann studierte Wilhelm Pfitzinger zunächst an der Philipps-Universität Marburg und später an der Universität Leipzig Naturwissenschaften, speziell Chemie. Während seines Studiums wurde er 1882 Mitglied der Burschenschaft Alemannia Marburg. Er hörte in Marburg Vorlesungen der Herren Julius Bergmann, Friedrich Fittica, Franz Melde, Bernhard Rathke sowie Theodor Zincke und in Leipzig diejenigen der Herren Ernst Carstanjen, Hermann Credner, Wilhelm Gottlieb Hankel, Hermann Kolbe, Kurt Heinrich Meyer, Adolf von Strümpell, Anton Weddige, Eilhard Wiedemann sowie Ferdinand Zirkel. Praktisch arbeitete er in den Laboratorien von Johannes Wislicenus und Ernst von Meyer in Leipzig.
1885 begann Pfitzinger bei von Meyer seine Dissertation „Ueber Condensationen der Isatinsäure zu Cinchoninsäurederivaten“, jedoch war er an der Fertigstellung der Doktorarbeit durch seine sechsjährige wissenschaftliche Tätigkeit bei Duisberg in Elberfeld verhindert. Erst im Sommer 1892 konnte Pfitzinger seine Arbeiten in Leipzig wieder aufnehmen und 1896 zu Ende führen.
Um 1900 führte er seine Forschungstätigkeiten in Berlin am II. Chemischen Institut („Technologisches Institut“) der Friedrich-Wilhelms-Universität in der Bunsenstr. 1 fort.
Ende 1903 wurde er zum kaiserlichen Regierungsrat und Mitglied des kaiserlichen Patentamtes, später Reichspatentamts in Berlin ernannt. Er übernahm zuletzt auch die Vertretung des Reichsjustizministers Josef Frenken, dem das Reichspatentamt unterstand.

## Werke (Auswahl)
- Wilhelm Pfitzinger: Ueber Condensationen der Isatinsäure zu Cinchoninsäurederivaten (1896). Verlag Heinrich Schmidt & Carl Günther, Leipzig 1896, OCLC 314552232 (Dissertation, 51 S.).
- Wilhelm Pfitzinger: Chinolinderivate aus Isatinsäure. In: Journal für praktische Chemie. Band 33, Nr. 1, 1886, ISSN 1521-3897, S. 100, doi:10.1002/prac.18850330110.
- Wilhelm Pfitzinger: Chinolinderivate aus Isatinsäure. In: Journal für praktische Chemie. Band 38, Nr. 1, 1888, ISSN 1521-3897, S. 582–584, doi:10.1002/prac.18880380138.